# فيرجن ريفر (مسلسل)
فيرجن ريفر (بالإنجليزية: Virgin Rive) هو مسلسل دراما رومانسي أمريكي مقتبس من روايات فيرجن ريفر لروبين كار. عرض الموسم الأول في 6 ديسمبر 2019 على نتفليكس بينما الثاني في 27 نوفمبر 2020. وتم تجديده إلى موسم ثالث مكون من 10 حلقات.
أحداثه تتبع ممرضة تدعى ميل مونرو تنتقل للعيش في بلدة صغيرة شمال كاليفورنيا بعد وفاة زوجها لتبدأ حياة جديدة وتترك ذكرياتها المؤلمة خلفها.

## طاقم التمثيل
- اليكس بريكنريدج بدور ميلندا «ميل» مونرو
- مارتن هندرسون بدور جاك شيريدان
- كولن لورانس بدور جون بريتشر
- جيني كوبر بدور جوي بارنز
- لورين هامرسلي بدور شارمين روبرتس
- أنيت أوتول بدور هوب مكري
- تيم ماثيسون بدور فيرنون «دوك» مولينز
- بن هولينجسورث بدور دان بريدي

## وصلات خارجية
- فيرجن ريفر على موقع IMDb (الإنجليزية)
- فيرجن ريفر على موقع ميتاكريتيك (الإنجليزية)
- فيرجن ريفر على موقع روتن توميتوز (الإنجليزية)
- فيرجن ريفر على موقع نتفليكس (الإنجليزية)
- فيرجن ريفر على موقع كينوبويسك (الروسية)
- فيرجن ريفر على موقع ألو سيني (الفرنسية)
- فيرجن ريفر على موقع قاعدة بيانات الفيلم (الإنجليزية)